# Чхаидзе, Александр Владимирович
Александр Владимирович Чхаидзе (груз. ალექსანდრე (შოშია) ვლადიმერის ძე ჩხაიძე; 29 февраля 1924, Батуми — 27 января 1998, там же) — грузинский и советский драматург, сценарист, писатель, журналист и общественный деятель. Заслуженный деятель искусств Грузинской ССР (1983), лауреат Государственной премии Совета Министров Грузинской ССР (1980). Председатель Союза театральных деятелей Аджарии (1974—1998).

## Биография
Обучался на филологическом факультете Тбилисского государственного университета, но из-за начавшейся войны бросил учёбу и ушёл на фронт. Участник Великой Отечественной войны.
В 1954 году окончил юридический факультет МГИМО. Работал журналистом, сотрудничал с рядом журналов и газет, радио. Член Союзов журналистов, писателей и театральных деятелей Грузии.
Похоронен в Батуми.

## Творчество
Дебютировал в 1951 году, опубликовав свой первый рассказ «Дружба», в 1955 году была издана его первая книга.
Драматург (пьесы «Свободная тема» (1977), «Чинарский манифест» (1982), «Иначе мы не уйдем»). Сценарист. По его пьесам и сценариям сняты художественные фильмы — «Дело передается в суд» (1976), «Понедельник — день обычный» (1984), «В одном маленьком городе» (1985), «Мост», «От трёх до шести», «Когда спит город» (Государственная премия Совета Министров Грузинской ССР 1980 года).
Пьесы А. Чхаидзе были поставлены более чем в 50 театрах Советского Союза, во всех театрах Грузии, а также на зарубежных сценах, в том числе в Болгарии , Польши , КНР, Германии и Чехословакии и др.
Автор сборников рассказов: «В приморском городе», «Когда детство закончилось», «Непобедимый», «В городе один двор», «Море и четыре дочери», «Наши люди», «Следы на земле», книги «Театр, пьеса, зритель» (1988).

## Награды
- Орден Отечественной войны II степени;
- Медаль «За отвагу»;
- Орден «Знак Почёта»;
- Заслуженный деятель искусств Грузинской ССР (1983);
- Государственная премия Совета Министров Грузинской ССР (1980);
- Заслуженный деятель искусств Аджарской АССР (1973).